# 11-й чехословацкий пехотный батальон
11-й чехословацкий пехотный батальон — Восток (англ. Czechoslovak Infantry Battalion No 11 — East, чеш. 11. československý pěší prapor — Východní) — пехотный батальон Вооружённых сил Великобритании, состоявший из чехословацких добровольцев и участвовавший во Второй мировой войне на Средиземноморском театре военных действий.

## История
Несколько тысяч чехословацких солдат участвовали в битве за Францию. 206 добровольцев чехословацкой армии находились в Бейруте (Ливан), ожидая отправки в состав 1-й чехословацкой пехотной дивизии во Франции, когда Франция капитулировала перед нацистской Германией. Вишистская Франция могла бы интернировать этих людей и выдать их немецким военным властям, если бы генеральный консул Чехословакии в Иерусалиме не обеспечил им виз для переезда в Подмандатную Палестину.
Чехословаки разместились в лагере в Аль-Сумайрии к северу от Акко. Дальнейшие прибытия увеличили группу до 280, и она была сформирована в 4-й пехотный полк в составе 1-й чехословацкой пехотной дивизии. Затем полк был переброшен на юг в лагерь в Гедера близ Тель-Авива для вооружения и обучения. Преобразован 1 ноября 1940 в лагере Гедера близ Тель-Авива из чехословацких добровольцев. Командиром был назначен подполковник Карел Клапалек. В состав батальона вошли четыре стрелковые роты (по три взвода каждая) и рота поддержки (взводы пулемётчиков, связистов, сапёров, инженеров-ремонтников и транспорта). В начале декабря 1940 года батальон начал адаптацию к климату Иудейской пустыни, а затем перебрался в Египте к Сиди-Бишру и Агами. Там он нёс охранную службу, постоянно повышая свою боеготовность. С 30 мая по 6 октября 1941 батальон был в составе 23-й пехотной бригады и нёс охранную службу близ Матруха в рамках операции «Батлакс». Позднее он перебрался в Сирию, где участвовал в операции «Экспортёр» и оставался до октября 1941 года.
В августе 1941 года министерство национальной обороны Чехословакии безуспешно попыталось уговорить британское командование передать батальон в распоряжение Чехословацких вооружённых сил в Великобритании. После разговора с подполковником Клапалеком представитель командования согласился перевести батальон в осаждённый Тобрук. 20 октября 1941 батальон вступил в состав Карпатской пехотной бригады Войска Польского на Западе. В ходе боёв за Тобрук батальон потерял 14 человек убитыми и 81 ранеными. Во время осады батальон был переподчинён 13-му армейскому корпусу и 38-й индийской пехотной бригаде (до её отбытия в Египет 27 марта 1942).
7 апреля 1942 батальон прибыл в Палестину, где де-факто влился в состав 200-го лёгкого зенитного полка Восток (к маю был завершён процесс). В 1943 году полк был расформирован, а служившие в нём чехословаки перешли в 1-ю чехословацкую танковую бригаду.